# Gomelski Cup 2013
De Gomelski Cup 2013 was een basketbaltoernooi in Europa die in Moskou tussen 28 september 2013 en 29 september 2013 werd gehouden. Vier top teams uit EuroLeague Men namen deel aan dit toernooi - CSKA Moskou, Lokomotiv-Koeban Krasnodar, Panathinaikos en Maccabi Electra Tel Aviv. CSKA won het goud op het einde.
|  | halve finale (28 september) | halve finale (28 september) |    |               | finale (29 september)    | finale (29 september) |
|  |                             |                             |    |               |                          |                       |
|  |                             |                             |    |               |                          |                       |
|  | CSKA Moskou                 | 72                          |    |               |                          |                       |
|  | Panathinaikos               | 49                          |    |               |                          |                       |
|  |                             |                             |    |               |                          |                       |
|  |                             |                             |    |               |                          |                       |
|  |                             |                             |    |               | CSKA Moskou              | 76                    |
|  |                             | Lokomotiv-Koeban Krasnodar  | 65 |               |                          |                       |
|  |                             |                             |    |               |                          |                       |
|  |                             |                             |    |               | Derde plaats             |                       |
|  |                             |                             |    |               |                          |                       |
|  | Maccabi Electra Tel Aviv    | 61                          |    | Panathinaikos | 80                       |                       |
|  | Lokomotiv-Koeban Krasnodar  | 71                          |    |               | Maccabi Electra Tel Aviv | 74                    |

## Eindklassering
| #      | Land                       |
| ------ | -------------------------- |
| Goud   | CSKA Moskou                |
| Zilver | Lokomotiv-Koeban Krasnodar |
| Brons  | Panathinaikos              |
| 4      | Maccabi Electra Tel Aviv   |

2008 · 2009 · 2010 · 2011 · 2012 · 2013 · 2014 · 2015 · 2016 · 2017 · 2018 · 2019 · 2020